# Dan Sîrbu
Dan Sîrbu (Galați, 22 aprile 2003) è un calciatore rumeno,difensore del Farul Costanza.

## Carriera

### Club
Cresciuto prima nelle giovanili del Otelul Galati e poi del Farul Costanza debutta tra i professionisti il 27 febbraio 2022 nella vittoria per 0-2 in casa della FCSB.        

### Nazionale
Ha giocato nelle nazionali giovanili rumene Under-16, Under-17, Under-18, Under-19, Under-20 ed Under-21.

## Statistiche

### Presenze e reti nei club
Statistiche aggiornate al 24 maggio 2025.
| Stagione              | Squadra               | Campionato            | Campionato | Campionato | Coppe nazionali | Coppe nazionali | Coppe nazionali | Coppe continentali | Coppe continentali | Coppe continentali | Altre coppe | Altre coppe | Altre coppe | Totale | Totale |
| Stagione              | Squadra               | Comp                  | Pres       | Reti       | Comp            | Pres            | Reti            | Comp               | Pres               | Retin              | Comp        | Pres        | Reti        | Pres   | Reti   |
| --------------------- | --------------------- | --------------------- | ---------- | ---------- | --------------- | --------------- | --------------- | ------------------ | ------------------ | ------------------ | ----------- | ----------- | ----------- | ------ | ------ |
| 2020-2021             | Farul Costanza        | L1                    | 0          | 0          | CR              | 0               | 0               | -                  | -                  | -                  | -           | -           | -           | 0      | 0      |
| 2021-2022             | Farul Costanza        | L1                    | 4          | 0          | CR              | 0               | 0               | -                  | -                  | -                  | -           | -           | -           | 4      | 0      |
| 2022-2023             | Farul Costanza        | L1                    | 30         | 0          | CR              | 3               | 0               | -                  | -                  | -                  | -           | -           | -           | 33     | 0      |
| 2023-2024             | Farul Costanza        | L1                    | 31         | 0          | CR              | 1               | 0               | UCL+UECL           | 2+6                | 0                  | SR          | 1           | 0           | 41     | 1      |
| 2024-2025             | Farul Costanza        | L1                    | 32         | 0          | CR              | 1               | 0               | -                  | -                  | -                  | -           | -           | -           | 32     | 0      |
| 2025-2026             | Farul Costanza        | L1                    | -          | -          | CR              | -               | -               | -                  | -                  | -                  | -           | -           | -           | -      | -      |
| Totale Farul Costanza | Totale Farul Costanza | Totale Farul Costanza | 97         | 0          |                 | 5               | 0               |                    | 8                  | 0                  |             | 1           | 0           | 111    | 0      |
| Totale carriera       | Totale carriera       | Totale carriera       | 97         | 0          |                 | 5               | 0               |                    | 8                  | 0                  |             | 1           | 0           | 111    | 0      |